# Јокохама беј бриџ
Јокохама беј бриџ (јап. 横浜ベイブリッジ, Јокохама беи буриџи, енгл. Yokohama Bay Bridge) је мост са кабловима од 860 метара у Јокохами, Јапан. Отворен 27. септембра 1989, прелази Токијски залив са распоном од 460 метара. Путарина је 600 јен. Мост је део Бејшор руте Аутопута Шуто.